# Berufsvereinigung Bildender Künstler Sektion Salzburg

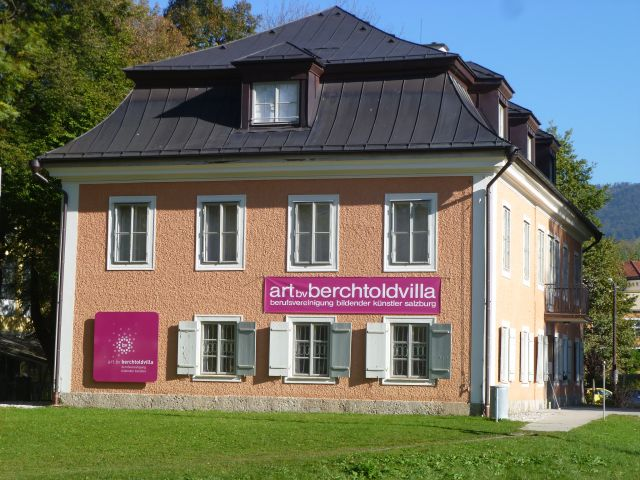
Berchtoldvilla in Salzburg

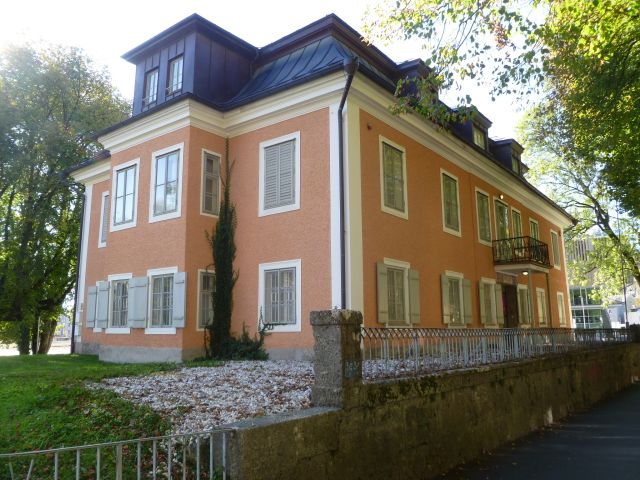
Berchtoldvilla von der Josef Preis Allee aus gesehen

Die Berufsvereinigung bildender Künstler, Landesverband Salzburg ist eine Landesorganisationen des Dachverbandes der Berufsvereinigung der bildenden Künstler Österreichs.

## Geschichte
Ab 23. August 1945 tagte ein provisorischer Ausschuss, der bestimmte, wer als Künstler:in gelte und somit die Berechtigung erhielt, um in der Nachkriegszeit Bezugsscheine für Lebensmittel und Malmaterial zu erhalten.
Im Oktober 1945 reiste Dr. Rudolf Buchner, Präsident der Wiener Berufsvereinigung, nach Salzburg, um mit dem Ausschuss Gespräche über die Gründung eines eigenen Landesverbandes zu führen. Dieser wurde schließlich am 12. April 1947 unter dem Namen „Berufsvereinigung der bildenden Künstler Österreichs, Landesverband Salzburg“ offiziell im Vereinsregister eingetragen.
Am 29. Oktober 2001 wurde der Name um den Zusatz „art bv Berchtoldvilla“ erweitert. Seither tritt der Verein unter dem offiziellen Namen „art bv Berchtoldvilla, Berufsvereinigung bildende Künstler Österreichs, Landesverband Salzburg“ auf.

## Präsidenten
- bis 1975 Lois Lidauer
- 1975–1984 Karl Weiser
- 1984–1987 Volker Uiberreither
- 1987–1990 Veva Toncic-Treuberg
- 1990–2000 Volker Uiberreither
- 2000–2002 Ines Höllwarth
- 2002–2003 Anke Fleißner
- 2003–2012 Peter Wiener
- 2012–2015 Christiane Pott-Schlager
- 2015–2018 Monika Maria Weiß[1]
- 2018–2021 Claudia Defrancesco
- 2021–lfd. Renate Lukasser

## Berchtoldvilla
Seit 1990 befindet sich der Sitz der Berufsvereinigung in der denkmalgeschützten Berchtoldvilla in der Josef-Preis-Allee 12, 5020 Salzburg. In der art bv Berchtoldvilla sind Kunstformen der bildenden Kunst wie z. B.: Malerei, Bildhauerei, Grafik, Objektkunst, Fotografie, Keramik, Design, Neue Medien und Schmuck vertreten.
Die art bv Berchtoldvilla versteht sich als Plattform für professionelle zeitgenössische Kunst und organisiert jährlich sechs hochwertige Ausstellungen, die von den Mitgliedern konzipiert und kuratiert werden.
Künstler, die sich ernsthaft mit ihrem kreativen Schaffen auseinandersetzen, können Mitglied werden. Über die Aufnahme entscheidet der Vorstand anhand einer repräsentativen Auswahl eingereichter Werke.
Ein besonderer Höhepunkt im Jahresprogramm ist die Verleihung des Förderpreises des Landes Salzburg für bildende Kunst, der im Rahmen einer Ausstellung vergeben wird. Die Auswahl der Preisträger erfolgt durch eine unabhängige Jury.
Alle zwei Jahre verleiht das Stiftungskomitee der Karl-Weiser-Stiftung den renommierten Karl-Weiser-Preis.
Des Weiteren pflegt die art bv Berchtoldvilla einen regelmäßigen internationalen Austausch. Kooperationsausstellungen mit Partnerinstitutionen aus Ländern wie Estland, Lettland, Litauen, Finnland, der Schweiz, Italien, Deutschland, Ungarn und Neuseeland fördern den Dialog über nationale Grenzen hinweg.